# Estadio Antonio Romero
El estadio Don Antonio Romero es un recinto ubicado en la Avenida Gobernador Gutnisky 2800 en la en ciudad de Formosa, Argentina. Posee una capacidad de 23 000 espectadores. Es propiedad de la Liga Formoseña de Fútbol. Allí juegan como local los clubes Sportivo Patria y San Martín
El plantel del Club Deportivo Mandiyú (de la Provincia de Corrientes) ha usado el Estadio como local durante un considerable tiempo de los años 1980 y 1990. Aquí también ha disputado un encuentro el seleccionado mayor de fútbol del país y equipos de la talla de Racing, Independiente, River Plate, Boca Juniors y San Lorenzo de Almagro, entre otros.

## Inauguración
Fue inaugurado el 16 de julio de 1981. Por ese entonces, llevaba solo el nombre de Estadio de la Liga Formoseña de Fútbol, y años más tarde se lo bautizó con el de “Don Carlos Antonio Romero”, uno de los presidentes de la liga, principal propulsor de la construcción del centro deportivo.
Aquella tarde, ante 20 000 personas, disputaron un encuentro el seleccionado nacional de fútbol (dirigido por César Luis Menotti) y la selección de Formosa. El encuentro terminó 4-2, favorable al equipo campeón del Mundial del 78’.
El Seleccionado Argentino estaba compuesto por grandes figuras, muchos de ellos venían de ser campeón en el Mundial 78 como pasarella, "el Pato" Fillol entre otros, y por supuesto jugó para Argentina ese mismo día, Diego Armando Maradona, quien ya empezaba a ser protagonista con la Selección Argentina.

## Características
El estadio posee dos entradas principales sobre la Av. Gutnisky, con sus respectivas boleterías. Ese sector se caracteriza por poseer amplias calles de circulación peatonal y abundante vegetación. Sobre la Av. Los Pindó, posee un acceso secundario para ambulancias y personal de seguridad. Cuenta con cuerpos de sanitarios discriminados por sexo, tanto para visitantes como para locales.
La tribuna se encuentra bien diferenciada con una bandeja techada para los visitantes y habitáculos para la prensa. El hemiciclo restante está destinado al público local que posee su acceso por la parte posterior del Estadio.
La cancha posee las medidas reglamentarias estipuladas por la FIFA. Detrás del arco visitante posterior, se ubican los vestuarios y sector para los jugadores. También cuenta con una cancha auxiliar y una torre de seguridad (anteriormente, torre de control del aeródromo que allí se encontraba).

## Actualidad
Se disputan allí partidos interprovinciales con mucha concurrencia.En el mes de julio del 2011 se había anunciado extraoficialmente que el Gobierno provincial encararía obras para remodelarlo y refuncionalizarlo en su totalidad.

### Derrumbe
El 24 de abril de 2013 se produjo un serio incidente que, pese a su magnitud, no causó víctimas fatales ni heridos de consideración: parte del piso y un muro lateral del Salón de Conferencias ubicado en la planta del acceso principal al Estadio, cedieron estrepitosamente en momentos en el que en el auditorio había unas cuarenta personas reunidas. Junto con los escombros cayó un dirigente de fútbol infantil que afortunadamente no sufrió heridas de gravedad.
El hecho reavivó la opinión pública y de los medios sobre la falta de mantenimiento que presentan las instalaciones del complejo en general.

## Eventos deportivos

### Copa Argentina

#### Copa Argentina 2017-2018
| Fecha | Fase                     | Equipo               |                                         | Resultado     |                                         | Equipo            |
| ----- | ------------------------ | -------------------- | --------------------------------------- | ------------- | --------------------------------------- | ----------------- |
| 20/01 | Primera Fase             | Club Sportivo Patria | Bandera de la Provincia de Formosa      | 2 - 2         | Bandera de la Provincia de Misiones     | Crucero del Norte |
| 04/02 | Primera Fase             | Sol de América       | Bandera de la Provincia de Formosa      | 1 (5) - 1 (4) | Bandera de la Provincia de Formosa      | San Martín        |
| 20/07 | Treintaidosavos de final | Independiente        | Bandera de la Provincia de Buenos Aires | 8 - 0         | Bandera de la Ciudad de Buenos Aires    | Central Ballester |
| 28/07 | Dieciseisavos de final   | River Plate          | Bandera de la Ciudad de Buenos Aires    | 3 - 1         | Bandera de la Provincia de Buenos Aires | Villa Dálmine     |
| 17/09 | Dieciseisavos de final   | Boca Juniors         | Bandera de la Ciudad de Buenos Aires    | 2 - 0         | Bandera de la Provincia de Tucumán      | San Martín (T)    |

#### Copa Argentina 2016-2017
| Fecha | Fase                     | Equipo                 |                                      | Resultado     |                                         | Equipo                        |
| ----- | ------------------------ | ---------------------- | ------------------------------------ | ------------- | --------------------------------------- | ----------------------------- |
| 07/02 | Primera Fase             | Atlético Laguna Blanca | Bandera de la Provincia de Formosa   | 1 - 3         | Bandera de la Provincia de Formosa      | San Martín                    |
| 14/02 | Segunda Fase             | San Martín             | Bandera de la Provincia de Formosa   | 3 - 1         | Bandera de la Provincia de Corrientes   | Ferroviario                   |
| 03/05 | Treintaidosavos de final | Huracán                | Bandera de la Ciudad de Buenos Aires | (3) 2 - 2 (1) | Bandera de la Provincia de Buenos Aires | Defensores Unidos             |
| 25/05 | Treintaidosavos de final | Vélez Sarsfield        | Bandera de la Ciudad de Buenos Aires | 1 - 0         | Bandera de la Provincia de Buenos Aires | Leandro N. Alem               |
| 08/06 | Treintaidosavos de final | Lanús                  | Bandera de la Ciudad de Buenos Aires | 5 - 1         | Bandera de la Ciudad de Buenos Aires    | Sportivo Barracas             |
| 14/08 | Treintaidosavos de final | Boca Juniors           | Bandera de la Ciudad de Buenos Aires | 5 - 0         | Bandera de la Provincia de Salta        | Gimnasia y Tiro (S)           |
| 01/09 | Dieciseisavos de final   | Atlético Rafaela       | Bandera de la Provincia de Santa Fe  | 2 - 4         | Bandera de la Provincia de Buenos Aires | Banfield                      |
| 07/10 | Octavos de final         | River Plate            | Bandera de la Ciudad de Buenos Aires | 3 - 0         | Bandera de la Provincia de Buenos Aires | Defensa y Justicia            |
| 10/11 | Semifinales              | Atlético Tucumán       | Bandera de la Provincia de Tucumán   | (3) 0 - 0 (1) | Bandera de la Provincia de Santa Fe     | Club Atlético Rosario Central |

#### Copa Argentina 2015-2016
| Fecha | Fase                     | Equipo            |                                         | Resultado     |                                         | Equipo               |
| ----- | ------------------------ | ----------------- | --------------------------------------- | ------------- | --------------------------------------- | -------------------- |
| 14/02 | Primera Fase             | San Martín        | Bandera de la Provincia de Formosa      | 3 - 0         | Bandera de la Provincia de Tucumán      | Sportivo Guzmán      |
| 04/05 | Treintaidosavos de final | Independiente     | Bandera de la Ciudad de Buenos Aires    | 2 - 1         | Bandera de la Provincia de Buenos Aires | San Telmo            |
| 11/05 | Treintaidosavos de final | Vélez Sarsfield   | Bandera de la Ciudad de Buenos Aires    | 1 - 0         | Bandera de la Ciudad de Buenos Aires    | Sportivo Barracas    |
| 25/05 | Treintaidosavos de final | Racing Club       | Bandera de la Provincia de Buenos Aires | 2 - 0         | Bandera de la Provincia de Salta        | Gimnasia y Tiro (S)  |
| 19/07 | Treintaidosavos de final | Lanús             | Bandera de la Provincia de Buenos Aires | (6) 1 - 1 (5) | Bandera de la Provincia de Formosa      | San Martín           |
| 31/07 | Treintaidosavos de final | River Plate       | Bandera de la Ciudad de Buenos Aires    | 3 - 0         | Bandera de la Provincia de Santa Fe     | Bernardino Rivadavia |
| 07/08 | Dieciseisavos de final   | Douglas Haig      | Bandera de la Provincia de Buenos Aires | 1 - 3         | Bandera de la Ciudad de Buenos Aires    | San Lorenzo          |
| 22/08 | Dieciseisavos de final   | Ramón Santamarina | Bandera de la Ciudad de Buenos Aires    | 1 - 2         | Bandera de la Ciudad de Buenos Aires    | Boca Juniors         |
| 14/09 | Octavos de final         | Almagro           | Bandera de la Provincia de Buenos Aires | 0 - 2         | Bandera de la Provincia de Entre Ríos   | Juventud Unida       |
| 14/09 | Semifinales              | Belgrano          |                                         | 0 - 2         | Bandera de la Provincia de Santa Fe     | Rosario Central      |

#### Copa Argentina 2014-2015
| Fecha | Fase                     | Equipo                      |                                         | Resultado     |                                         | Equipo                                   |
| ----- | ------------------------ | --------------------------- | --------------------------------------- | ------------- | --------------------------------------- | ---------------------------------------- |
| 22/10 | Primera Fase             | Sol de América              | Bandera de la Provincia de Formosa      | (4) 3 - 3 (3) | Bandera de la Provincia de Formosa      | Sportivo Patria                          |
| 04/12 | Primera Fase             | Sol de América              | Bandera de la Provincia de Formosa      | 5 - 2         | Bandera de la Provincia de Santa Fe     | Ocampo Fábrica                           |
| 18/03 | Treintaidosavos de final | Banfield                    | Bandera de la Provincia de Buenos Aires | 1 - 0         | Bandera de la Provincia de Formosa      | Sol de América                           |
| 23/04 | Treintaidosavos de final | Tigre                       | Bandera de la Provincia de Buenos Aires | 1 - 0         | Bandera de la Provincia de Jujuy        | Club Atlético Gimnasia y Esgrima (Jujuy) |
| 29/04 | Treintaidosavos de final | Arsenal                     | Bandera de la Provincia de Buenos Aires | 1 - 2         | Bandera de la Provincia de Misiones     | Guaraní Antonio Franco                   |
| 06/05 | Treintaidosavos de final | Gimnasia y Esgrima La Plata | Bandera de la Provincia de Buenos Aires | 2 - 0         | Bandera de la Provincia de Jujuy        | Altos Hornos Zapla                       |
| 20/05 | Treintaidosavos de final | San Lorenzo                 | Bandera de la Ciudad de Buenos Aires    | 3 - 0         | Bandera de la Provincia de Entre Ríos   | Viale FBC                                |
| 03/06 | Treintaidosavos de final | River Plate                 | Bandera de la Ciudad de Buenos Aires    | 2 - 0         | Bandera de la Provincia de Buenos Aires | Liniers                                  |
| 15/07 | Dieciseisavos de final   | Unión                       | Bandera de la Provincia de Santa Fe     | (5) 0 - 0 (6) | Bandera de la Provincia de Buenos Aires | Gimnasia y Esgrima La Plata              |
| 29/07 | Dieciseisavos de final   | Banfield                    | Bandera de la Provincia de Buenos Aires | 0 - 3         | Bandera de la Ciudad de Buenos Aires    | Boca Juniors                             |

#### Copa Argentina 2013-2014
| Fecha | Fase             | Equipo                  |                                         | Resultado     |                                      | Equipo                 |
| ----- | ---------------- | ----------------------- | --------------------------------------- | ------------- | ------------------------------------ | ---------------------- |
| 13/11 | Primera Fase     | Sportivo Patria         | Bandera de la Provincia de Formosa      | 2-4           | Bandera de la Provincia de Formosa   | Atlético Laguna Blanca |
| 20/11 | Primera Fase     | San Martín              | Bandera de la Provincia de Formosa      | (2) 1 - 1 (4) | Bandera de la Provincia de Formosa   | Sol de América         |
| 27/11 | Primera Fase     | Sol de América          | Bandera de la Provincia de Formosa      | (3) 1 - 1 (5) | Bandera de la Provincia de Formosa   | Atlético Laguna Blanca |
| 08/10 | Cuartos de final | Estudiantes de La Plata | Bandera de la Provincia de Buenos Aires | (2) 1 - 1 (3) | Bandera de la Ciudad de Buenos Aires | Huracán                |
| 08/10 | Semifinales      | Atlético Rafaela        | Bandera de la Provincia de Santa Fe     | 0 - 2         | Bandera de la Ciudad de Buenos Aires | Huracán                |

### Primera División

#### Torneo Clausura 1995
| Fecha | Equipo  | Resultado | Equipo                      |
| ----- | ------- | --------- | --------------------------- |
| 3     | Mandiyú | 0 - 0     | Boca Juniors                |
| 5     | Mandiyú | 0 - 2     | Lanús                       |
| 7     | Mandiyú | 1 - 2     | Gimnasia y Esgrima La Plata |
| 9     | Mandiyú | 0 - 0     | Ferro                       |

## Conciertos
El Estadio Romero, debido a su elevada capacidad, es un escenario alternativo para los grupos musicales que visitan Formosa. Los más destacados son:
| País                                        | Artista          | Año   |
| ------------------------------------------- | ---------------- | ----- |
| Bandera de Argentina · Bandera de Venezuela | Ricardo Montaner | 2001. |
| Bandera de Argentina                        | Damas Gratis     | 2002. |
| Bandera de Argentina                        | Piñón Fijo       | 2003. |
| Bandera de Estados Unidos                   | Marky Ramone     | 2005. |